# 褶鳞鱼属
褶鳞鱼属（学名：Ptycholepis）是一属已灭绝的史前辐鳍鱼，其头部和鳃盖骨上长有硬鳞质、细小的牙齿和厚鳞片（比普通鳞片更深更长，外侧有纵向凹槽）。
褶鳞鱼属属于褶鳞鱼科（=锥体鱼科/重庆鱼科）。该科的其他属有Acrorhabdus（斯匹次卑尔根岛，早三叠世）、Ardoreosomus（内华达州，美国；早三叠世）、锥体鱼属（全球，早三叠世）、重庆鱼属（中国，早三叠世）和渝州鱼属（中国，早三叠世）。这个科的一个典型特征是背鳍嵌入了身体前部的腹鳍水平处。其他特征包括有条纹的头骨和鳞片，以及小牙齿。

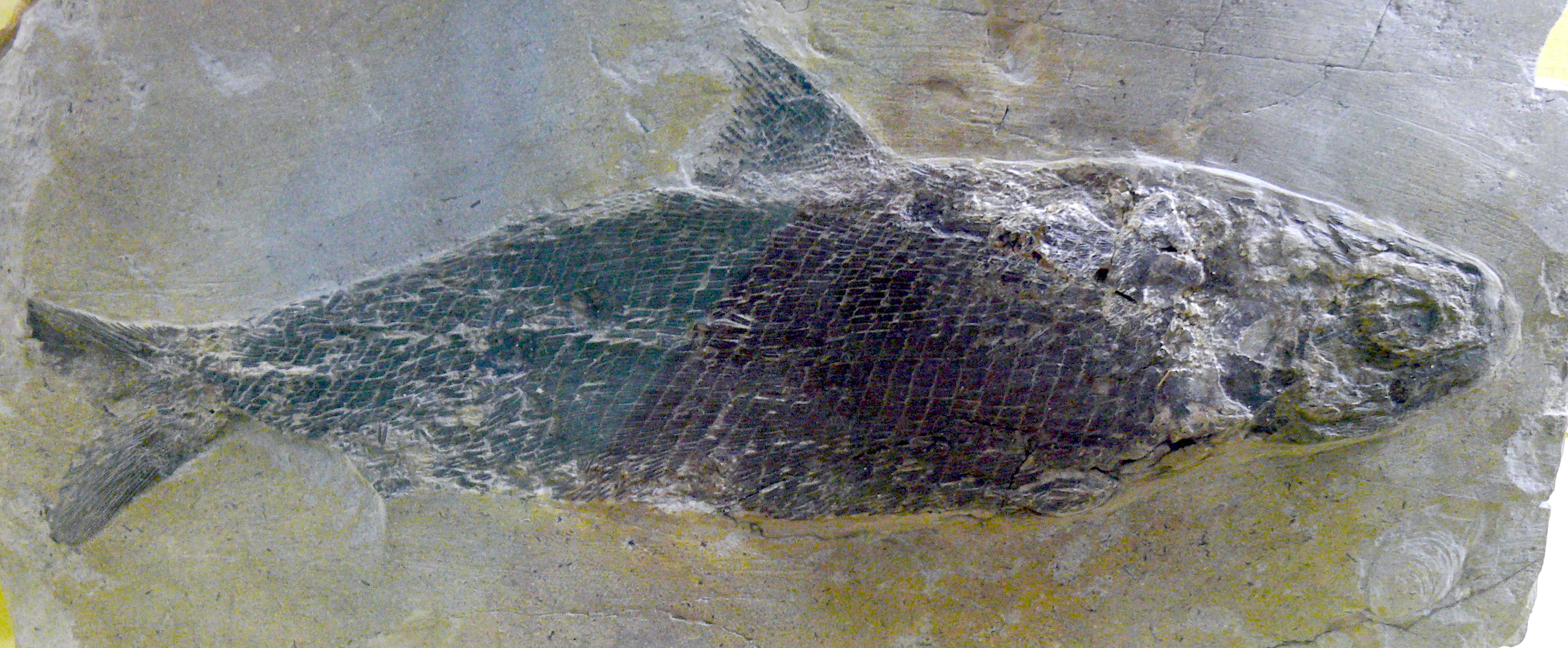
Ptycholepis bollensis
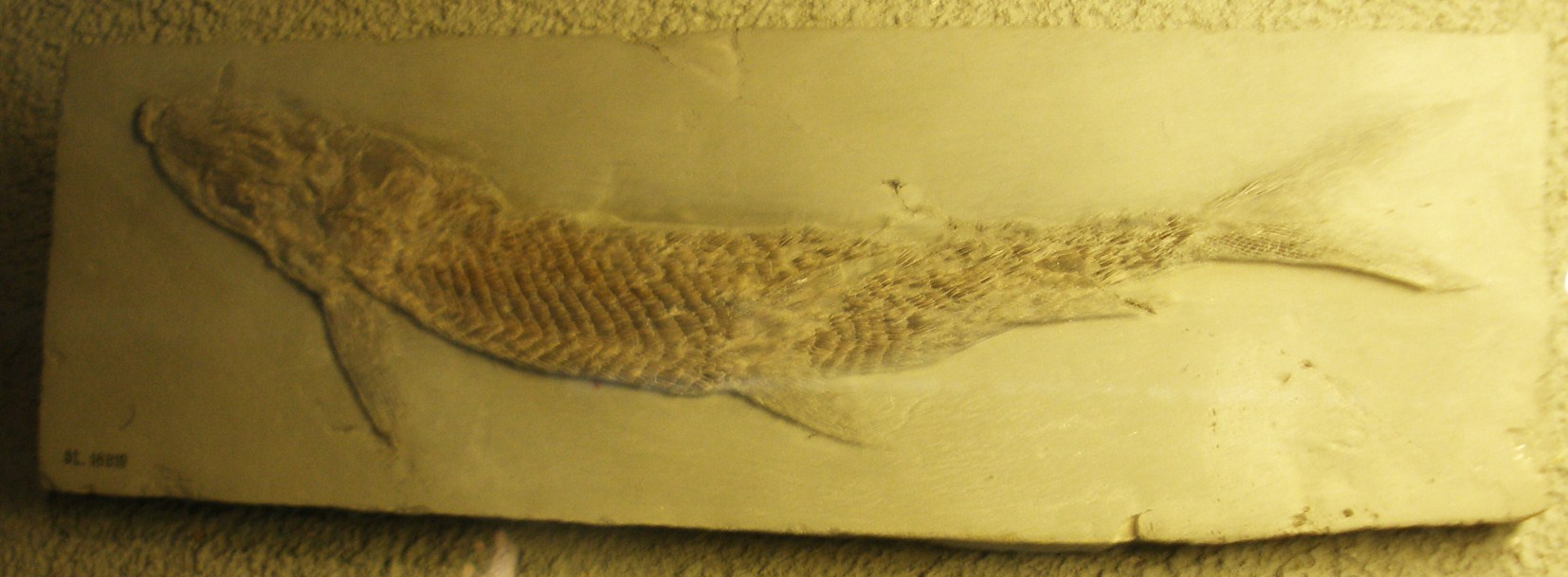
Ptycholepis bollensis
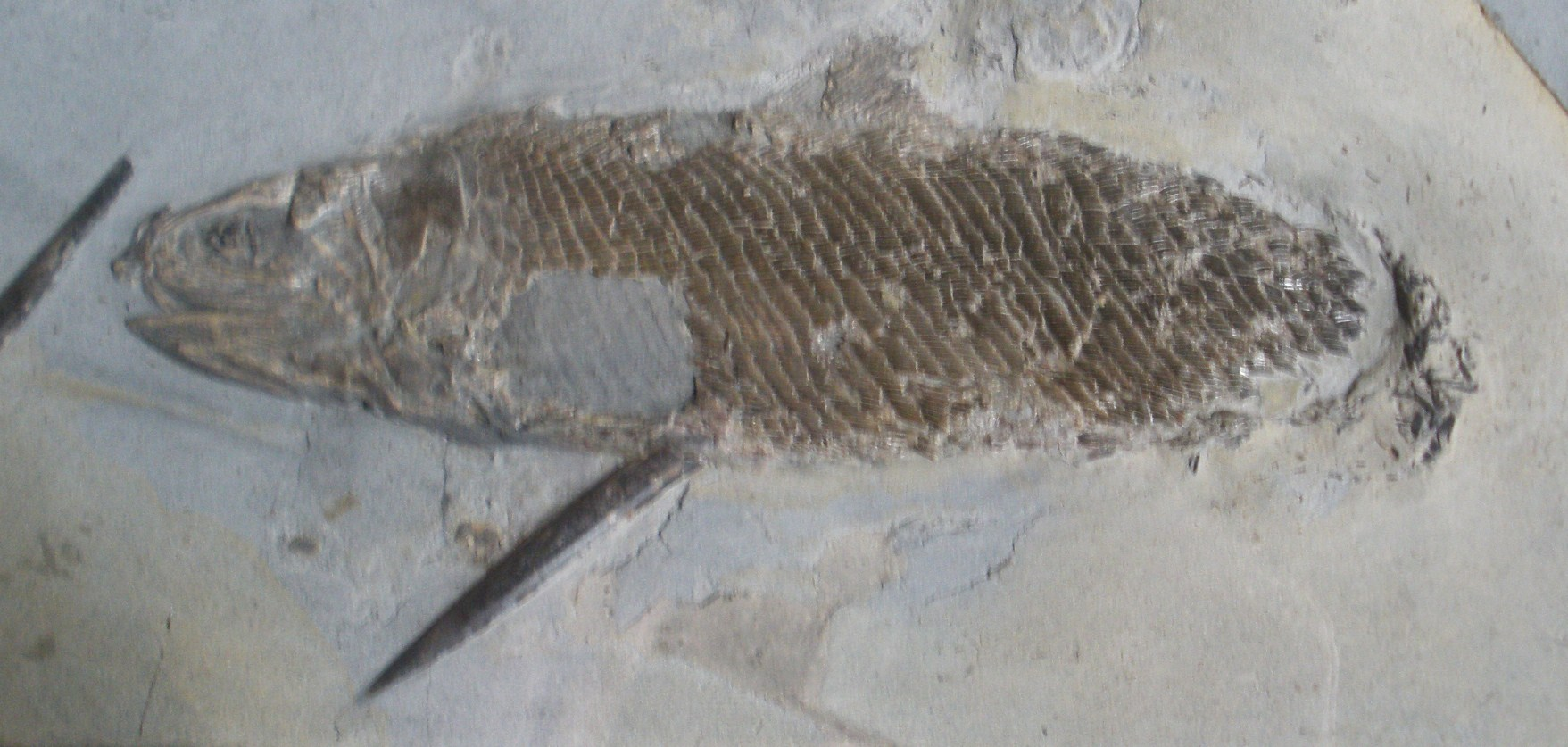
Ptycholepis